# Авария ПС-7 в Чокурдахе
В понедельник 30 июня 1941 года в Чокурдахе на реке Индигирка при взлёте потерпел аварию гидросамолёт ПС-7 авиации Дальстроя. В происшествии никто не пострадал.

## Самолёт
ПС-7 представлял собой гражданскую версию бомбардировщика Р-6 (АНТ-7) и был оборудован поплавковым шасси. Данный ПС-7 с бортовым номером Х258 принадлежал авиации Дальстроя (ГУСДС).

## Авария
Самолёт выполнял рейс в Эсэ-Хайю в Янское Горное Управление. Рейс начался ещё 23 июня из бухты Нагаева. При этом перевозился груз и пассажир — сотрудник Колымпроекта ГУСДС Синельщиков. 30 июня ПС-7 прибыл в аэродром Чокурдах, принадлежащего Управлению Полярной Авиации, и приземлился на реке Индигирка. Пилотировал его экипаж, состоящий из командира Б. А. Краснокутского, бортмехаников П. Д. Войнова и И. Лосева и бортрадиста С. Герасименко. В тот же день командир экипажа принял решение продолжать полёт, на что начальник аэродрома Д. И. Михайлов дал разрешение.
ПС-7 начал разгон по реке и «вышел на редан» (глиссирование), когда его левый поплавок врезался в погружённое в воду бревно. Поплавок пробило в двух местах, а созданный движением напор воды быстро затопил его. Самолёт накренился влево и зарылся левым крылом в воду. От резких перегрузок крыло оторвало, а самолёт перевернулся вверх поплавками. Подошедший катер успел спасти всех людей на борту, борт Х258 впоследствии был списан.

## Причины
Виновником происшествия был назван начальник аэродрома Чокурдах Д. И. Михайлов, который нарушил «Наставления по Лётной Службе на морских линиях ГВФ», так как не организовал проверку акватории аэропорта перед взлётом самолёта.